# Claus-Peter Kedenburg
Claus-Peter Kedenburg (* 13. Oktober 1935 in Leipzig; † 26. Dezember 2016) war ein deutscher Tiermediziner, Pharmazeut und Abgeordneter der Hamburgischen Bürgerschaft für die CDU.

## Leben
Nach dem Abitur an der Oberschule für Jungen in Hamburg-Blankenese studierte er Pharmazie in Hamburg und Würzburg und machte 1961 sein Staatsexamen. Im Jahr 1964 erhielt er seine Bestallung als Apotheker. Nach zusätzlichem Studium der Tiermedizin folgte 1965 die Bestallung als Tierarzt. Er promovierte zum Dr. med. vet. am Physiologisch-Chemischen Institut der Tierärztlichen Fakultät der Universität München. Es folgte 1982 die Habilitation für das Fach Biochemie an der Veterinärmedizinischen Fakultät der Freien Universität Berlin in den Fächern Biochemie und Ernährungsphysiologie. 1976 schied er aus dem Beamtenverhältnis aus und ließ sich als selbständiger Apotheker in Hamburg nieder. Er wurde Kirchenvorstand der Gemeinde Hamburg-Nienstedten.
Claus-Peter Kedenburg war verheiratet und hatte drei Kinder.

## Politik
Im Juni 1982 zog Kedenburg für die CDU als Abgeordneter in die Hamburger Bürgerschaft ein. Insgesamt war er dort drei Wahlperioden lang bis 1991 tätig. Seine politische Arbeit galt vor allem dem Gesundheitsausschuss, dem Umweltausschuss und dem Ausschuss für Ernährung und Landwirtschaft. 